# 相模原市立桂北小学校
相模原市立桂北小学校（さがみはらしりつ けいほくしょうがっこう）は、神奈川県相模原市緑区与瀬にある公立小学校。

## 沿革
出典
- 1873年（明治6年）7月10日 - 慈眼寺を仮校舎として、与瀬駅立与瀬小学校開校。この日（7月10日）を開校記念日と定めた。
- 1886年（明治17年） - 小原町小原小学校開校。
- 1887年（明治18年） - 与瀬駅立千与原西分校と改称。
- 1892年（明治25年）4月 - 与原駅立尋常小学校と改称。
- 1910年（明治43年）4月 - 小原小学校を統合、高等科を併置し、尋常高等西千与原小学校と改称。
- 1911年（明治44年）4月3日 - 平野233番3号に校舎新築移転。
- 1917年（大正6年）1月1日 - 与瀬小原町学校組合立尋常高等桂北小学校と改称。
- 1923年（大正12年） - 桂北尋常高等小学校と改称。
- 1925年（大正14年）4月 - 組合実業補習学校に女子部併設。
- 1928年（昭和3年） - 康安殿建設。
- 1941年（昭和16年）4月1日 - 国民学校令により、桂北国民学校・組合青年学校と改称。
- 1947年（昭和22年）4月 - 学制改革により、桂北小学校と改称。中学校に校舎を貸与。
- 1951年（昭和26年） - 北相中学校が移転。
- 1955年（昭和30年）1月1日 - 与瀬町外2ヶ町村組合の合併による相模湖町が発足により、相模湖町立桂北小学校と改称。
- 1956年（昭和31年） - 校旗制定。
- 1958年（昭和33年） - 校歌制定。
- 1966年（昭和41年）3月 - 鉄筋コンクリート3階建新校舎落成。
- 1972年（昭和47年）11月 - 創立100周年記念事業実施。
- 1993年（平成5年） - この年から1995年（平成7年）まで、校舎・屋内運動場・プール建設。
- 1995年（平成7年）5月 - 校舎等落成祝賀会開催。
- 2004年（平成16年）度 - 「桂北小学校の子どもたちを考える会」発足し、あいさつ運動の推進と、あいさつ看板の設置。
- 2006年（平成18年）3月20日 - 相模湖町の相模原市への合併により、相模原市立桂北小学校と改称。
- 2016年（平成28年）度 - 「恵文庫」が開設され、本289冊を購入。
- 2018年（平成30年）度 - 校庭の桜の木が、老朽化のため、伐採させる。
- 2019年（令和元年）度 - 普通教室と特別教室に空調機設置。
- 2020年（令和2年）
  - 3月2日 - この日から3月25日まで、新型コロナウイルス感染拡大防止のため、臨時休校となる。
  - 4月7日 - この日から5月31日まで、新型コロナウイルス感染拡大防止のため、臨時休校となる。
  - 同年度内 - タブレット型PC端末が、児童1人に1台配布される。
- 2021年（令和3年）8月25日 - この日から8月31日まで、新型コロナウイルス感染拡大防止のため、臨時休校となる。
- 2023年（令和5年）
  - 同年度内 - 校庭の桜の木が、老朽化のため、伐採される。
  - 7月10日 - 桂北小150才ハッピーバースデー集会開催。
  - 11月17日 - 創立150周年記念事業として、桜（ジンダイアケボノ）の植樹が行なわれた[2]。

## 通学区域
- 相模原市緑区[3]
  - 小原（419番～894番）
  - 吉野（2083番～2096番）
  - 与瀬（1番～1487番・1527番～2305番）
  - 与瀬本町（全域）
  - 若柳（1番～460番・1583番～1627番）

## 進学中学校
- 相模原市緑区[4]
  - 相模原市立北相中学校

## 周辺
旧相模湖町中心部に位置する。
- 国道20号線
- 相模原市与瀬グラウンド
- 相模原市立相模湖こども園 - 進学前こども園のひとつ
- 神奈川県警津久井警察署相模湖交番
- 相模原市緑第一障害者地域活動支援センター
- 相模湖まちづくりセンター
- 相模原市相模湖総合事務所
- 国道412号線
- 相模湖公園
- 相模湖

## アクセス
- 神奈川中央交通「八07」・「湖28」・「湖29」の各系統で、「桂北小学校前」バス停下車後、
  - 相模湖駅行のりばから、徒歩約150m・約2分。
  - 三ケ木行・高尾駅行・八王子駅行のりばから、徒歩約170m・約3分（国道20号線を跨ぐ歩道橋経由）。
- JR東日本中央本線相模湖駅から、
  - 徒歩約335m・約5分。
  - 上述の神奈中バスに乗車し1分、「桂北小学校前」停留所下車後、徒歩。
- 中央道相模湖バス停より、
  - 富士五湖・富士山五合目・甲府方面行停留所まで、徒歩約690m・約11分。
  - 八王子・新宿方面行停留所から、徒歩約800m・約12分。